# برج حاجی محمدتقی
برج حاجی محمدتقی، روستایی از توابع بخش مرکزی شهرستان مهریز در استان یزد ایران است.

## جمعیت
این روستا در دهستان بهادران قرار دارد و براساس سرشماری مرکز آمار ایران در سال ۱۳۸۵، جمعیت آن زیر سه خانوار بوده‌است.